# Gruta dos Azevinhos
A Gruta dos Azevinhos é uma gruta portuguesa localizada na freguesia das Bandeiras, concelho da Madalena do Pico, ilha do Pico, arquipélago dos Açores.
Esta cavidade apresenta uma geomorfologia de origem vulcânica em forma de tubo de lava localizado de encosta. Apresenta um comprimento de 626 m.